# Черных, Виктор Дмитриевич
Виктор Дмитриевич Черных (род. 26 апреля 1954 года) — российский государственный деятель, член Совета Федерации.

## Биография
Родился 26 апреля 1954 года. Окончил Курский государственный медицинский институт, Академию труда и социальных отношений. С февраля 1997 по январь 2001, председатель Курской областной Думы.
С 1981 года по 1990 — работал врачом-хирургом, занимал должность заведующего отделением хирургии, главного врача в районной больнице.
С 1990 года по  1993 год занимал пост в Верховном Совете Российской Федерации. Входил во фракцию "Коммунисты России". Был членом Комитета Верховного Совета по делам инвалидов, ветеранов войны и труда, социальной защите военнослужащих и членов их семей. В ноябре 1996 года назначен заместителем главы администрации Курской области.
В декабре 1996 года избран депутатом Курской областной Думы, в январе 1997 года стал председателем. Входил в Совет Федерации второго созыва. Был членом Комитета по науке, культуре, образованию, здравоохранению и экологии. С января по февраль 2000 – член Комитета Совета Федерации по вопросам безопасности и обороны. С марта 2000 – заместитель председателя Комитета Совета Федерации по науке, культуре, образованию, здравоохранению и экологии.
С января 2001 по март 2005 года занимал должность представителя Курской областной Думы в Совете Федерации. Входил в состав Комитета по науке, культуре, образованию, здравоохранению и экологии, Комиссии по контролю за обеспечением деятельности Совета Федерации.

## Награды
- Медаль «В память 850-летия Москвы»[1].
- Две Почетные грамоты Совета Федерации[1].
- Благодарность Президента Российской Федерации (5 апреля 2004) — за активное участие в законотворческой деятельности[1].